# My Number One
"My Number One" este un cântec interpretat de Elena Paparizou care, reprezentând Grecia, a câștigat Concursul Muzical Eurovision 2005. Piesa a fost scrisă de Christos Dantis cu versuri în limba engleză, scrise împreună cu Natalia Germanou. Cântecul a adus Greciei prima victorie la Concursul Muzical Eurovision. În 2013 muzicianul Manos Psaltakis a anunțat că o curte grecească i-a dat dreptate privind faptul că el a fost compozitorul adevărat al piesei My Number One în fața lui Christos Dantis, cel care este cunoscut ca fiind principalul compozitor al cântecului.

## La Eurovision
A fost a 19-ea piesă interpretată în noaptea concursului, după cea a Croației ,"Vukovi umiru sami", interpretată de Boris Novković și Lado și înainte de piesa rusoaicei Natalia Podolskaya, "Nobody Hurt No One".

## Track listings
| - ediția SUA 1. "Josh Harris Radio Mix"–3:38 2. "Norty Cotto's My Radio Lover Mix"–3:29 3. "Original Radio"–2:55 4. "Georgie's #1 Radio Anthem Mix"–3:18 5. "Mike Cruz Radio Mix"–4:03 6. "Chris "The Greek" Panaghi Radio Mix"–3:35 7. "Valentino's Radio Epic Mix"–3:02 8. "Josh Harris Vocal Club Mix"–6:53 9. "Norty Cotto's My Clubber Lover Mix"–6:57 10. "Georgie's #1 Anthem Mix"–7:00 11. "Mike Cruz Vox Mix"–9:44 |

| Clasament (2005)                | Poziția de vârf |
| ------------------------------- | --------------- |
| Austria (Ö3 Austria Top 40)     | 44              |
| Belgia (Ultratop 50 Flanders)   | 10              |
| Belgia (Ultratop 50 Wallonia)   | 36              |
| Brazilia (Antena)               | 11              |
| Eurochart Hot 100 Singles       | 17              |
| Germania (Media Control Charts) | 37              |
| Grecia (IFPI Greece)            | 1               |
| Ungaria (Mahasz)                | 9               |
| Olanda (Single Top 100)         | 24              |
| România (UPFR)                  | 4               |
| Scandinavian Dance Chart        | 14              |
| 1                               |                 |
| 15                              |                 |
| Turcia (Turkish Singles Chart)  | 33              |

| Clasamente (2006)                    | Poziția de vârf |
| ------------------------------------ | --------------- |
| US Hot Dance Club Songs (Billboard)  | 8               |
| US Billboard Hot Dance Singles Sales | 25              |

| Clasament | Furnizori | Poziția de vârf | Certificcre |
| --------- | --------- | --------------- | ----------- |
| Grecia    | IFPI      | 1               | Platinum    |
| Suedia    | GLF       | 1               | Gold        |

| Clasament (2005)                | Poziția de vârf |
| ------------------------------- | --------------- |
| Austria (Ö3 Austria Top 40)     | 44              |
| Belgia (Ultratop 50 Flanders)   | 10              |
| Belgia (Ultratop 50 Wallonia)   | 36              |
| Brazilia (Antena)               | 11              |
| Eurochart Hot 100 Singles       | 17              |
| Germania (Media Control Charts) | 37              |
| Grecia (IFPI Greece)            | 1               |
| Ungaria (Mahasz)                | 9               |
| Olanda (Single Top 100)         | 24              |
| România (UPFR)                  | 4               |
| Scandinavian Dance Chart        | 14              |
| 1                               |                 |
| 15                              |                 |
| Turcia (Turkish Singles Chart)  | 33              |

| Clasamente (2006)                    | Poziția de vârf |
| ------------------------------------ | --------------- |
| US Hot Dance Club Songs (Billboard)  | 8               |
| US Billboard Hot Dance Singles Sales | 25              |

| Clasament | Furnizori | Poziția de vârf | Certificcre |
| --------- | --------- | --------------- | ----------- |
| Grecia    | IFPI      | 1               | Platinum    |
| Suedia    | GLF       | 1               | Gold        |